# M49 et M49/57
Pour les articles homonymes, voir M49.

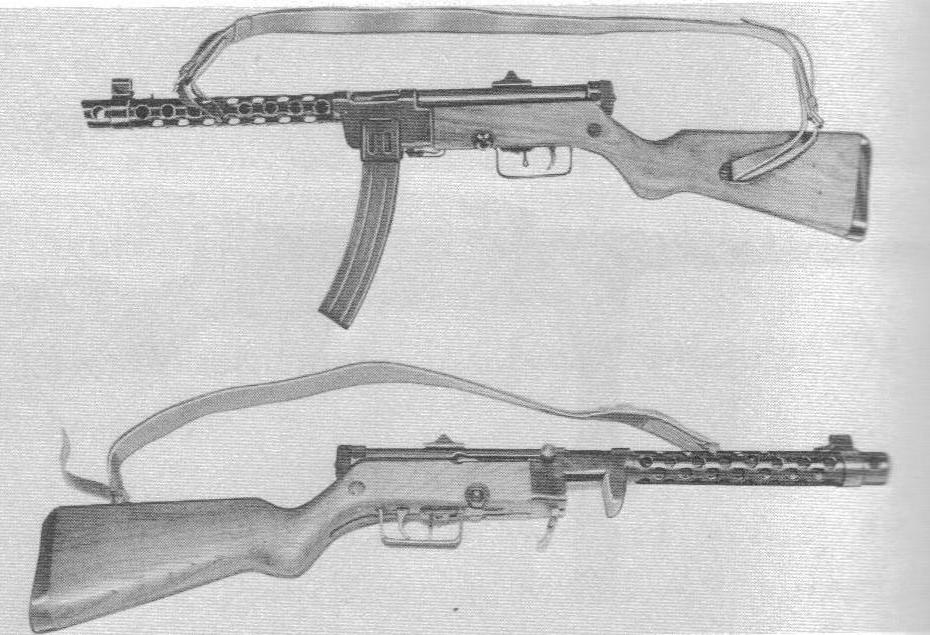
Page illustrée d'un manuel de la Defense Intelligence Agency permettant aux GI d'identifier le Zastava M49

. Les pistolets mitrailleurs M1949 et M1957 furent construits par l'arsenal yougoslave Zastava. Il précéda les Zastava M51 puis Zastava M56. 

## Technique
Ces armes sont la synthèse du Beretta 1938A italien et du PPSh-41 soviétique : deux modèles très répandus dans la JNA après 1945. Au Beretta, il emprunte son mécanisme. Le PM soviétique fournit sa forme, son ergonomie et sa munition. Le M49 possède ainsi une crosse-fut en bois, une sécurité placé à l'intérieur du pontet, une hausse basculante et un guidon protégé par un tunnel. La forme des orifices du manchon refroidisseur est néanmoins différente et le chargeur est cintré. La portée usuelle est de 50-100 m.

## Diffusion

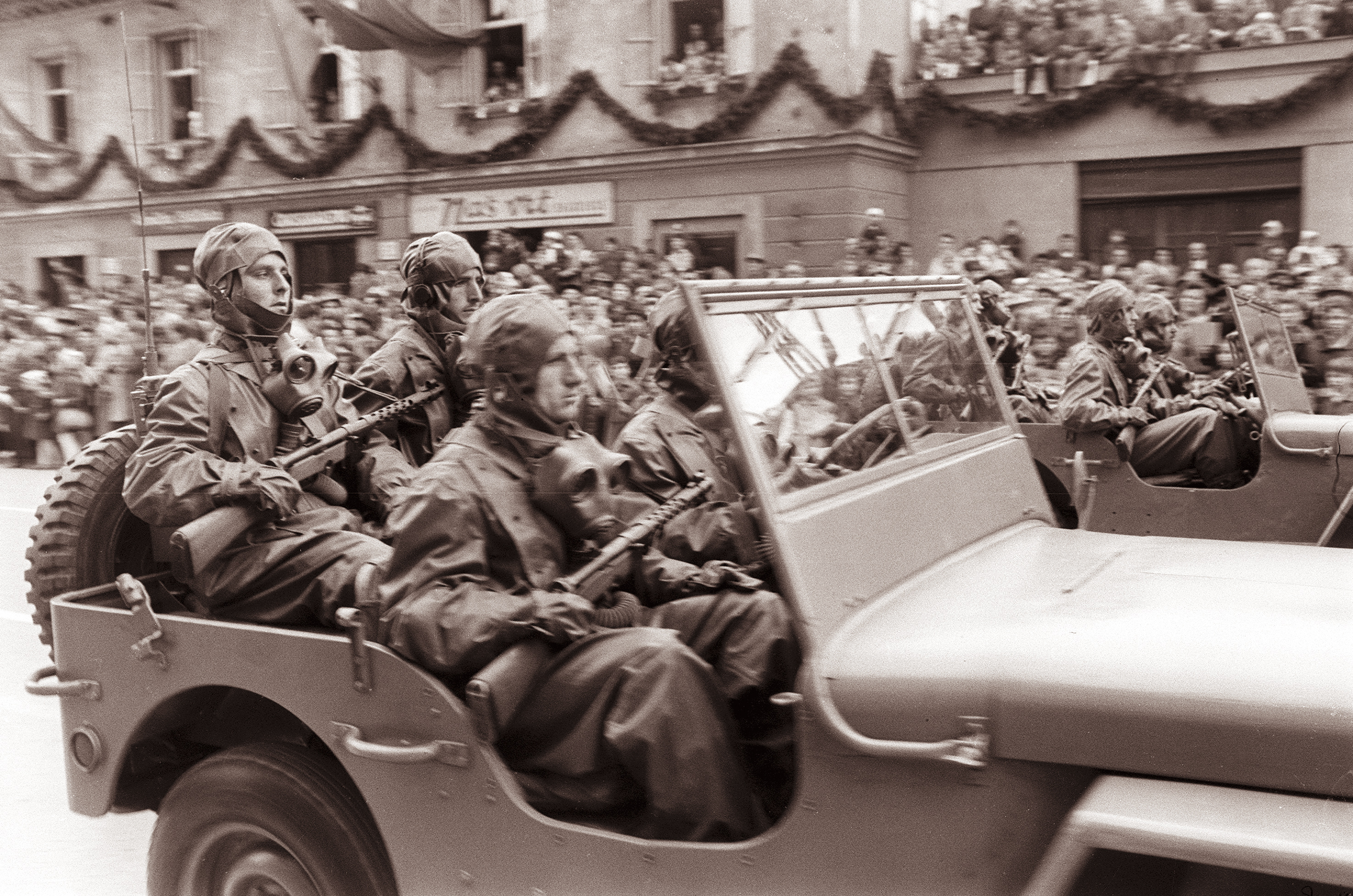
Tankistes de l'Armée populaire yougoslave armés de PM M49/57 et montés sur Jeep CJ-3B défilant dans Ljubljana.

Il arma les soldats de la JNA puis les combattants bosniaques, croates, macédoniens, kosovars, serbes et slovènes lors des Guerres de Yougoslavie. Les Militaires et paramilitaires croates ont aussi utilisé d'autres mitraillettes de fabrication nationales comme les Ero/Mini-Ero,Pleter M-91, Zagi M-91 et autres Šokac P1.

## Données numériques
- Munition :7,62 Tokarev
- Masse à vide :	3,9 kilogrammes
- Masse avec chargeur plein :	4,5 kilogrammes
- Longueur
  - totale : 	847 mm
  - canon : 	267 mm
- Cadence de tir théorique : 750 coups par minute
- Chargeur : 35 coups (peut recevoir le chargeur tambour de 71 coups du PPSh-41)